# Lupita Nyong'o
Lupita Amondi Nyong'o Buyu (Ciudad de México, 1 de marzo  de 1983), conocida como Lupita Nyong'o, es una actriz kenianomexicana. En 2013 se convirtió en la primera actriz keniana y mexicana en ganar un Óscar a mejor actriz de reparto. También ha recibido un premio Daytime Emmy, y nominaciones a dos premios de la Academia de Cine Británica, un Globo de Oro y un premio Tony.
Saltó a la fama en 2013 con su papel como Patsey en la película 12 Years a Slave, del director británico Steve Rodney McQueen, por la que fue aclamada por la crítica. Interpretó, junto a Chadwick Boseman, a Nakia en Black Panther (2018) y Black Panther: Wakanda Forever (2022) del Universo Cinematográfico de Marvel.
Ganó el Premio SAG a la mejor actriz de reparto, y fue nominada al Globo de Oro a la mejor actriz de reparto y al BAFTA a la mejor actriz de reparto por 12 Years a Slave, entre otros premios internacionales. De esta manera se convirtió en la primera actriz mexicana en ganar este galardón. En 2024 obtuvo la ciudadanía estadounidense. 

## Biografía
Lupita Nyong'o nació en Ciudad de México, hija de refugiados políticos de origen keniata. Su familia fue perseguida por el gobierno de Daniel arap Moi. Siguiendo la tradición de su país de origen de nombrar a sus hijos con base en algún acontecimiento relevante, sus padres le otorgaron un nombre mexicano "Lupita" siendo un diminutivo para "Guadalupe".
Lupita se identifica como mexicana y keniana en igual medida y ha declarado que México es su lugar favorito para vacacionar y que la comida mexicana es su comida favorita.

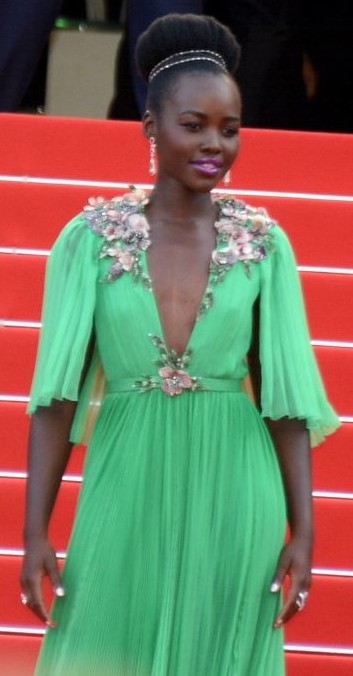
Nyong'o en el Festival de Cannes en 2015

Los padres de Nyong'o, Dorothy y Peter, se dedican a la política. Peter fue ministro de Servicios Médicos en Kenia. Su prima, Isis Nyong'o, fue nombrada como una de las mujeres más poderosas de Kenia por la revista Forbes, en 2012.
Nyong'o regresó a Kenia cuando tenía un año de edad. A los dieciséis años, Nyong'o regresó a México para aprender español, idioma que habla fluidamente; después vivió en Taxco, Guerrero, por siete meses. Cursó sus estudios en la Universidad de Nairobi. Nyong'o terminó sus estudios en Estados Unidos, en la Hampshire College, graduándose en estudios teatrales.
En agosto de 2024, Lupita anunció a través de la prensa que recientemente se había convertido en ciudadana estadounidense y planeaba votar por Kamala Harris en su primera elección presidencial estadounidense. Reside en el barrio de Brooklyn, Nueva York, con su hermano Peter Nyong'o. 

## Carrera
Comenzó trabajando en algunas producciones como The Constant Gardener, de Fernando Meirelles, al lado de Ralph Fiennes y en The Namesake. En 2008 colaboró en el cortometraje East River de Marc Grey. En 2008 regresó a Kenia y participó en la televisión nigeriana con la serie Shuga. Eventualmente se incorporó a la Yale School of Drama, y participó en montajes teatrales como Doctor Faustus, Uncle Vanya o The Winter's Tale, entre otros.
Inmediatamente tras graduarse de Yale, Nyong'o fue seleccionada para participar en el filme 12 Years a Slave, del cineasta británico Steve Rodney McQueen. El filme, estrenado en 2013, fue aclamado por la crítica. Gracias a esto, recibió nominaciones a diversos premios como el Globo de Oro a la mejor actriz de reparto y dos nominaciones a los premios SAG, incluyendo el premio SAG a la mejor actriz de reparto. Nyong'o participó en el filme de Liam Neeson: Non-Stop.
En 2014 fue seleccionada como uno de los rostros de la campaña de verano de Miu Miu, al lado de Elizabeth Olsen, Elle Fanning y Bella Heathcote.
El 23 de abril de 2014 fue seleccionada por la revista People como la mujer más linda del mundo y quedó por encima de otras 50 elegidas.
El 16 de febrero de 2018 hizo su primera aparición en el universo cinematográfico de Marvel en la película Black Panther, interpretando al personaje de Nakia.
En 2019 publicó su libro Sulwe, que aborda el tema del racismo, particularmente el colorismo, contando la historia de una niña de piel oscura que deseaba que su piel fuera más clara. Netflix anunció en 2021 que realizará una película de animación musicalizada basada en la obra, con textos de Lupita Nyong’o, quien es la productora; y con ilustraciones de Vashti Harrison.

## Filmografía

### Películas
| Año  | Título                                              | Papel         | Notas                                                                                           |
| ---- | --------------------------------------------------- | ------------- | ----------------------------------------------------------------------------------------------- |
| 2009 | In My Genes                                         |               |                                                                                                 |
| 2013 | 12 Years a Slave                                    | Patsey        | Oscar a la mejor actriz de reparto Premio del Sindicato de Actores a la mejor actriz de reparto |
| 2014 | Non-Stop: Sin escalas                               | Gwen Lloyd    | Protagonista                                                                                    |
| 2015 | Star Wars: Episodio VII - El despertar de la Fuerza | Maz Kanata    | Personaje secundario                                                                            |
| 2016 | El libro de la selva                                | Raksha        | Protagonista (Voz)                                                                              |
| 2016 | Queen of Katwe                                      | Nakku Harriet |                                                                                                 |
| 2017 | Star Wars: Episodio VIII - Los últimos Jedi         | Maz Kanata    | Personaje secundario                                                                            |
| 2018 | Black Panther                                       | Nakia         |                                                                                                 |
| 2019 | Us (Nosotros)                                       | Adelaide/Red  | Protagonista                                                                                    |
| 2019 | Star Wars: Episodio IX El ascenso de Skywalker      | Maz Kanata    | Personaje secundario                                                                            |
| 2019 | Pequeños monstruos                                  | Miss Caroline | Personaje secundario                                                                            |
| 2022 | Black Panther: Wakanda Forever                      | Nakia         |                                                                                                 |
| 2024 | A Quiet Place: Day One                              | Sam           | Protagonista                                                                                    |
| 2024 | Robot salvaje                                       | Roz           | Protagonista (Voz)                                                                              |

## Premios y nominaciones

### Premios Óscar
| Año  | Categoría               | Trabajo          | Resultado |
| ---- | ----------------------- | ---------------- | --------- |
| 2014 | Mejor actriz de reparto | 12 Years a Slave | Ganadora  |

### Globos de Oro
| Año  | Categoría               | Trabajo          | Resultado |
| ---- | ----------------------- | ---------------- | --------- |
| 2014 | Mejor actriz de reparto | 12 Years a Slave | Nominada  |

### Premios BAFTA
| Año  | Categoría               | Trabajo          | Resultado |
| ---- | ----------------------- | ---------------- | --------- |
| 2014 | Mejor actriz de reparto | 12 Years a Slave | Nominada  |

### Premios del Sindicato de Actores
| Año  | Categoría               | Trabajo          | Resultado |
| ---- | ----------------------- | ---------------- | --------- |
| 2014 | Mejor actriz de reparto | 12 Years a Slave | Ganadora  |

### Critics' Choice Movie Awards
| Año  | Categoría               | Trabajo          | Resultado |
| ---- | ----------------------- | ---------------- | --------- |
| 2014 | Mejor actriz de reparto | 12 Years a Slave | Ganadora  |

### Premios Satellite
| Año  | Categoría               | Trabajo          | Resultado |
| ---- | ----------------------- | ---------------- | --------- |
| 2014 | Mejor actriz de reparto | 12 Years a Slave | Nominada  |

### Premios Independent Spirit
| Año  | Categoría               | Trabajo          | Resultado |
| ---- | ----------------------- | ---------------- | --------- |
| 2014 | Mejor actriz de reparto | 12 Years a Slave | Ganadora  |

### Premios Gotham
| Año  | Categoría               | Trabajo          | Resultado |
| ---- | ----------------------- | ---------------- | --------- |
| 2013 | Mejor actriz revelación | 12 Years a Slave | Nominada  |

### Premios Britannia
| Año  | Categoría           | Trabajo          | Resultado |
| ---- | ------------------- | ---------------- | --------- |
| 2013 | Estrella en ascenso | 12 Years a Slave | Nominada  |

### Academia Australiana de Cine y Televisión
| Año  | Categoría                             | Trabajo          | Resultado |
| ---- | ------------------------------------- | ---------------- | --------- |
| 2013 | Mejor actriz de reparto internacional | 12 Years a Slave | Ganadora  |

### Críticos de Cine de Ohio Central
| Año  | Categoría               | Trabajo          | Resultado |
| ---- | ----------------------- | ---------------- | --------- |
| 2013 | Mejor actriz de reparto | 12 Years a Slave | Ganadora  |

### Círculo de Críticos de Cine de San Francisco
| Año  | Categoría               | Trabajo          | Resultado |
| ---- | ----------------------- | ---------------- | --------- |
| 2013 | Mejor actriz de reparto | 12 Years a Slave | Nominada  |

### Círculo de Críticos de Cine de Kansas City
| Año  | Categoría               | Trabajo          | Resultado |
| ---- | ----------------------- | ---------------- | --------- |
| 2013 | Mejor actriz de reparto | 12 Years a Slave | Ganadora  |

### Círculo de Críticos de Cine de Florida
| Año  | Categoría               | Trabajo          | Resultado |
| ---- | ----------------------- | ---------------- | --------- |
| 2013 | Mejor actriz de reparto | 12 Years a Slave | Ganadora  |

### Asociación de Críticos de Cine del Área WashingtonD.C.
| Año  | Categoría               | Trabajo          | Resultado |
| ---- | ----------------------- | ---------------- | --------- |
| 2013 | Mejor actriz de reparto | 12 Years a Slave | Ganadora  |

### Festival Internacional de Cine de Hamptons
| Año  | Categoría          | Trabajo          | Resultado |
| ---- | ------------------ | ---------------- | --------- |
| 2013 | Artista revelación | 12 Years a Slave | Ganadora  |

### Sociedad de Críticos del Cine de Boston
| Año  | Categoría               | Trabajo          | Resultado |
| ---- | ----------------------- | ---------------- | --------- |
| 2014 | Mejor actriz de reparto | 12 Years a Slave | Ganadora  |

### Sociedad de Críticos de Cine de Detroit
| Año  | Categoría               | Trabajo          | Resultado |
| ---- | ----------------------- | ---------------- | --------- |
| 2013 | Mejor actriz de reparto | 12 Years a Slave | Nominada  |

### Sociedad de Críticos de San Diego
| Año  | Categoría               | Trabajo          | Resultado |
| ---- | ----------------------- | ---------------- | --------- |
| 2013 | Mejor actriz de reparto | 12 Years a Slave | Nominada  |

### Asociación de críticos de cine de Austin
| Año  | Categoría               | Trabajo          | Resultado |
| ---- | ----------------------- | ---------------- | --------- |
| 2013 | Mejor actriz de reparto | 12 Years a Slave | Ganadora  |

### Asociación de Críticos del cine de Los Ángeles
| Año  | Categoría               | Trabajo          | Resultado |
| ---- | ----------------------- | ---------------- | --------- |
| 2013 | Mejor actriz de reparto | 12 Years a Slave | Ganadora  |

### Asociación de Críticos de Cine de Toronto
| Año  | Categoría               | Candidato        | Resultado |
| ---- | ----------------------- | ---------------- | --------- |
| 2013 | Mejor actriz de reparto | 12 Years a Slave | Ganadora  |

### Nickelodeon Kids' Choice Awards
| Año  | Trabajo nominado                     | Categoría                                   | Resultado | Ref.   |
| 2025 | Su doblaje para ROZ en Robot salvaje | Voz femenina favorita para película animada | Nominada  | [ 26 ] |